# Милан — Сан-Ремо 1975
66-й выпуск Милан — Сан-Ремо — шоссейной однодневной велогонки по дорогам в Италии состоялся 19 марта 1975 года в рамках Супер Престиж Перно. Победу одержал бельгийский велогонщик Эдди Меркс.

## Участники
| Профессиональные велокоманды (19)- Molteni-RYC - Filotex - Peugeot-BP-Michelin - Furzi-F.T. - Magniflex - Carpenter-Confortluxe-Flandria - Maes Pils-Watney - Brooklyn - Rokado - Alsaver-Jeunet-de Gribaldy - Gitane-Campagnolo - Bianchi-Campagnolo - Gan-Mercier-Hutchinson - Kas-Kaskol - Jollj Ceramica - IJsboerke-Colner - Frisol-G.B.C. - Zonca-Santini - Scic |
| |

## Маршрут
Гонка длиной 288 километров стартовала в Милане и финишировала в Сан-Ремо. Маршрут включал два категорийный подъёма — Пассо дель Туркино (2,7 км со средним градиентом 5,6 %, перепад высот 552 м) и Поджио (3,7 км, средней 3,7 % и максимальный 8 %).

## Ход гонки
Стартовые километры гонки ознаменовались попыткой уехать в отрыв двух гонщиков — Адриано Родони и Лучано Мингуцци. Поднявшийся сильный ветер усложнил гонку, что вынудило гонщиков выстроиться в струну. Таком образом пелотон продержался не долго, и позже образовались многочисленные группы. В Нови-Лигуре после промежуточного финиша в атаку устремились Адриано Пелла, Франко Битосси, Франс Ван Лой и Франческо Мозер.
Следующую атаку предпринял Эдди Меркс в компании своих сокомандников — Йоса Гюисманса, Жозефа Брюйера и Йозефа Спрёйта. К ним присоединились также и другие гонщики: Сириль Гимар, Хосе Мануэль Ласа, Давиде Бойфава, Джанкарло Полидори, Лучано Россиньоли, а также группа бельгийских гонщиков — Роже де Вламинк, Фредди Мартенс, Франс Вербек, Рик Ван Линден, Вальтер Годефрот, Андре Дирикс и Людо Петерс. Несмотря на работу пелотона группа Меркса сохраняла минутное преимущество.
Добравшись до побережья гонщики столкнулись с плохими погодными условиями — был сильный штормовой ветер. Двигаясь против ветра группа Меркса вернулась в пелотон.
За 15 км до финиша в отрыв ушли Хенни Кёйпер, Джерри Кнетеманн, Вилли Де Гест, Алекс Ван Линден и Джузеппе Перлетто. У подножия подъёма Поджио ди Сан-Ремо эти гонщики имели преимущество над группой Меркса в 20 секунд.
На спуске Мозер и Меркс увеличили темп и за 1300 метров до финиша они догнали беглецов. Первым финишный спринт начал Мозер, но за 250 метров его обогнал Меркс и выиграл Милан — Сан-Ремо в шестой раз. Мозер стал второй, Сибилль третьим.

## Результаты
| \| Генеральная классификация \| Генеральная классификация \| Генеральная классификация \| Генеральная классификация \| Генеральная классификация \| \| Гонщик \| Гонщик \| Команда \| Время \| \| \| ------------------------- \| ------------------------- \| ------------------------------ \| ------------------------- \| ------------------------- \| \| 1-й \| Эдди Меркс \| Molteni-RYC \| 7ч 40' 26 \| \| \| 2-й \| Франческо Мозер \| Filotex \| + 0 \| \| \| 3-й \| Ги Сибилль \| Peugeot-BP-Michelin \| + 0 \| \| \| 4-й \| Константино Конти \| Furzi-F.T. \| + 0 \| \| \| 5-й \| Жозеф Брюйер \| Molteni-RYC \| + 0 \| \| \| 6-й \| Жан-Луи Дангийом \| Peugeot-BP-Michelin \| + 0 \| \| \| 7-й \| Марино Бассо \| Magniflex \| + 6 \| \| \| 8-й \| Итало Зильоли \| Magniflex \| + 6 \| \| \| 9-й \| Фредди Мартенс \| Carpenter-Confortluxe-Flandria \| + 6 \| \| \| 10-й \| Вальтер Планкарт \| Maes Pils-Watney \| + 6 \| \| |                   |                                |           |
| |                   |                                |           |
| Источник: ProCyclingStats |                   |                                |           |
| Генеральная классификация |                   |                                |           |
| Гонщик | Гонщик            | Команда                        | Время     |
| 1-й | Эдди Меркс        | Molteni-RYC                    | 7ч 40' 26 |
| 2-й | Франческо Мозер   | Filotex                        | + 0       |
| 3-й | Ги Сибилль        | Peugeot-BP-Michelin            | + 0       |
| 4-й | Константино Конти | Furzi-F.T.                     | + 0       |
| 5-й | Жозеф Брюйер      | Molteni-RYC                    | + 0       |
| 6-й | Жан-Луи Дангийом  | Peugeot-BP-Michelin            | + 0       |
| 7-й | Марино Бассо      | Magniflex                      | + 6       |
| 8-й | Итало Зильоли     | Magniflex                      | + 6       |
| 9-й | Фредди Мартенс    | Carpenter-Confortluxe-Flandria | + 6       |
| 10-й | Вальтер Планкарт  | Maes Pils-Watney               | + 6       |